# Fares Attar
Pour les articles homonymes, voir Attar.
Fares Attar (en arabe : فارس عطار), né en 1975, est un nageur franco-algérien ayant concouru internationalement sous les couleurs de l'Algérie.

## Carrière
Fares Attar obtient aux Jeux panarabes de 1997 à Beyrouth, la médaille de bronze du 100 mètres brasse.
Il remporte la médaille de bronze du 200 mètres papillon aux Championnats d'Afrique de natation 1998 à Nairobi ainsi qu'aux Jeux africains de 1999 à Johannesbourg. Lors de ces derniers Jeux, il est également médaillé d'argent des relais 4 x 100 mètres nage libre et 4 x 100 mètres quatre nages.